# Природный памятник Ла-Портада
Ла-Портада (исп. Monumento Natural La Portada ) — природный памятник на севере области Антофагаста в Чили.
Ла-Портада (в переводе с испанского языка: «Ворота»), естественная арка на побережье Чили, в 18 км к северу от Антофагасты. Это — один из пятнадцати природных памятников, находящихся под защитой чилийского государства.
Есть другая подобная, но меньшая структура в городке-курорте Пукатриуэ, в провинции Осорно.
Природный памятник Ла-Портада покрывает область в 31,27 гектара, и её геоморфологические особенности и остающиеся окаменелости образуют форму арки.
Арка составляет 43 м в высоту, 23 м в ширину и 70 м в длину. У неё основа из чёрного камня андезита, вокруг которого размещены морские осадочные породы, слои жёлтого песчаника и слои остающихся окаменелостей раковин, датирующихся от 35 до 2 миллионов лет назад. Всё это было сформировано во время длинного процесса морской эрозии.
Арка окружена прибрежными утёсами, которые были также сформированы морской эрозией. Они достигают максимальной высоты в 52 м.
5 октября 1990 года Ла-Портада была объявлена естественным памятником природы. С марта 2003 года этот естественный памятник остаётся закрытым из-за оползня важной части его утёсов, который заблокировал подступ к его берегу. Поэтому запланирована модернизация маршрута доступа к памятнику и его окрестностям.

## Животный мир

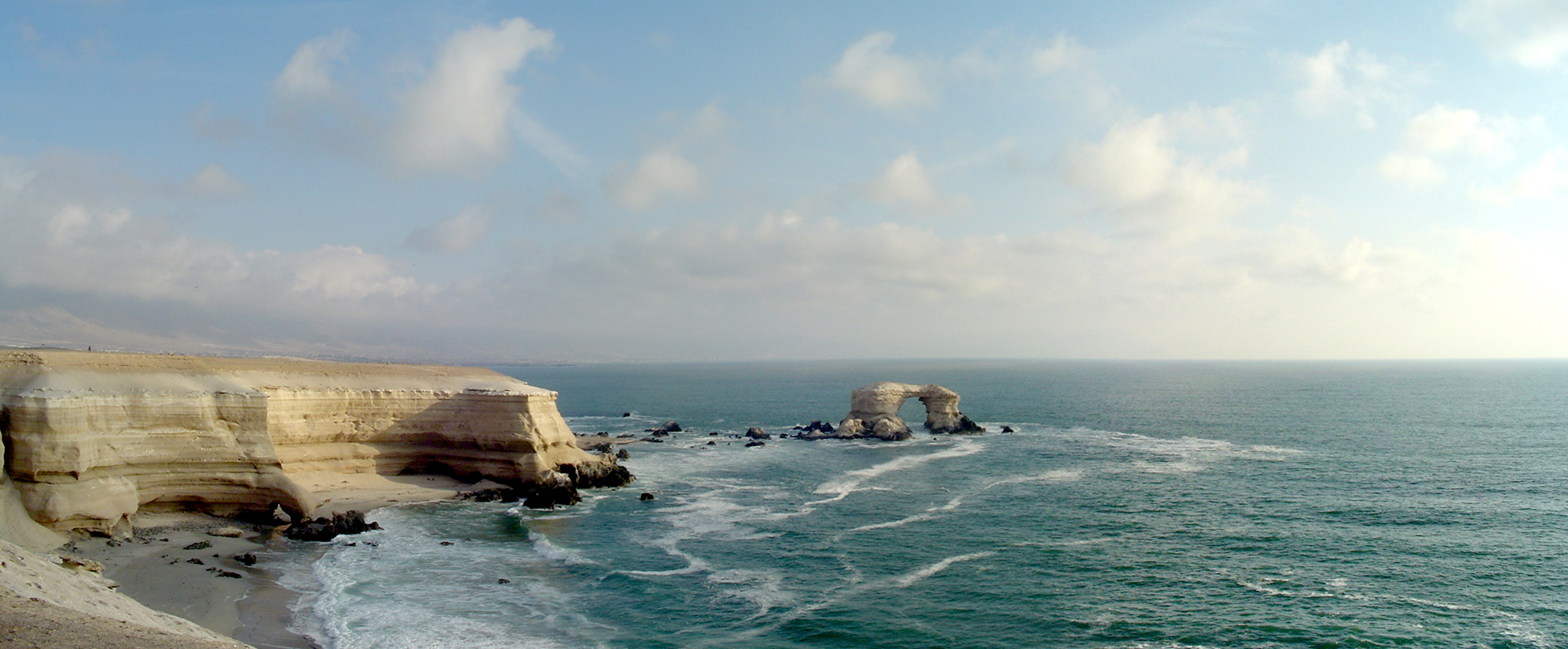
Панорама Природного памятника Ла-Портада

Естественный памятник позволяет наблюдать за такими птицами как перуанская олуша (Sula variegata) и крачка инка (Larosterna inca), гуанайский баклан (Phalacrocorax bougainvillii), водорослевая чайка (Larus dominicanus), серая чайка (Larus modestus), пестрая чайка (Larus Belcheri), а также пеликаны.
Иногда можно также наблюдать млекопитающих, такие как южноамериканский морской котик (Arctocephalus australis) или обыкновенный дельфин (Delphinus delphis).
Ла-Портада расположен 18 км к северу от Антофагасты. Сюда можно проехать по шоссе Антофагаста-Токопилья, на 20-м километре которого есть поворот к памятнику. Памятник расположен около международного аэропорта Серро-Морено и Национального заповедника Ла-Чимба.